# 高兴 (长篇小说)
《高兴》，贾平凹的长篇小说。

## 写作和出版
《高兴》一共25万字，花费贾平凹3年写完，5次删改文稿。

## 内容
该长篇小说讲述主人公“刘高兴”（农民）进西安市后拾荒挣钱的生活。

## 角色
- 刘高兴：农民，有农村人的乐观自足、幽默、坚强，卖肾后在城市里拾荒生存，在城市里卑微、低贱的挣扎生存，书中他自己形容自己是“生活中的闰土”

- 孟夷纯：妓女，农村出身，没有文化、技术、门路，只有美色，卖淫挣钱寄给家乡的警察，以求警察缉捕杀害她哥哥的凶手。

- 黄八：拾荒农民，妻子杏胡。

- 杏胡：黄八的妻子

- 韦达

## 主题和风格
刘高兴的人物原型是贾平凹的小学、中学的同学，他后来在西安市拾荒挣钱，艰难生活，但是对自己的“痛苦”却浑然不觉。
《高兴》主要讲述进城农民工“刘高兴”的命运，同时也描写了城市里社会底层的人士，包括叫花子、苦力、女性性工作者的艰苦生活，道出这群人的内心世界、理想、爱情，诉说他们“含泪笑”的酸辛。
该长篇小说用第一人称叙述，陕西方言，语言诙谐、通畅。